# FC Zwolle in het seizoen 1997/98
Het seizoen 1997/1998 was het 87e jaar in het bestaan van de Zwolse voetbalclub FC Zwolle. De club kwam uit in de Eerste divisie en nam ook deel aan het toernooi om de KNVB beker.

## Wedstrijdstatistieken

### Eerste divisie
| 1e speelronde | FC Zwolle                                                                           | 3 – 1 (1 – 1) | RBC                                                                     | Opstelling FC Zwolle: |
| 19 augustus 1997 Aanvangstijd: --:-- uur Plaats: Zwolle Oosterenkstadion Toeschouwers: 2.350 Scheidsrechter: Patrick Gerritsen       | Gerald van den Belt 9' Gerald van den Belt 61' Jan Bruin 87'                        |               | 21' John Hoeks                                                          |                       |
| 2e speelronde | FC Den Bosch                                                                        | 1 – 2 (0 – 1) | FC Zwolle                                                               | Opstelling FC Zwolle: |
| 23 augustus 1997 Aanvangstijd: --:-- uur Plaats: 's-Hertogenbosch Stadion De Vliert Toeschouwers: 3.115 Scheidsrechter: Pieter Vink  | Thijs Waterink (pen) 69'                                                            |               | 34' Jan Bruin 55' Jan Bruin                                             |                       |
| 3e speelronde | VVV                                                                                 | 1 – 1 (0 – 0) | FC Zwolle                                                               | Opstelling FC Zwolle: |
| 30 augustus 1997 Aanvangstijd: --:-- uur Plaats: Venlo De Koel Toeschouwers: 1.814 Scheidsrechter: Hugo Luijten                      | Edward Linskens (pen) 66'                                                           |               | 69' Jussi Nuorela                                                       |                       |
| 4e speelronde | FC Zwolle                                                                           | 3 – 0 (1 – 0) | Dordrecht '90                                                           | Opstelling FC Zwolle: |
| 10 september 1997 Aanvangstijd: --:-- uur Plaats: Zwolle Oosterenkstadion Toeschouwers: 2.750 Scheidsrechter: Johan Benthem          | Jan Bruin 22' Claus Boekweg (pen) 61' Jan Bruin 76'                                 |               |                                                                         |                       |
| 5e speelronde | Telstar                                                                             | 1 – 1 (1 – 0) | FC Zwolle                                                               | Opstelling FC Zwolle: |
| 13 september 1997 Aanvangstijd: --:-- uur Plaats: Velsen-Zuid Sportpark Schoonenberg Toeschouwers: 1.442 Scheidsrechter: Ger Buiting | Raoul Henar 42'                                                                     |               | 73' Jan Bruin                                                           |                       |
| 6e speelronde | FC Zwolle                                                                           | 3 – 3 (1 – 2) | TOP Oss                                                                 | Opstelling FC Zwolle: |
| 19 september 1997 Aanvangstijd: --:-- uur Plaats: Zwolle Oosterenkstadion Toeschouwers: 2.950 Scheidsrechter: Ad van Meerkerk        | Jan Bruin 4' Jan Bruin 52' Sami Ristilä 54'                                         |               | 39' Roger Polman 44' Roger Polman 74' Jerry Taihuttu                    |                       |
| 7e speelronde | Excelsior                                                                           | 1 – 2 (0 – 2) | FC Zwolle                                                               | Opstelling FC Zwolle: |
| 23 september 1997 Aanvangstijd: --:-- uur Plaats: Rotterdam Stadion Woudestein Toeschouwers: 500 Scheidsrechter: Bert Smeets         | Fernando Pascale 90'                                                                |               | 26' Jan Bruin 35' Jan Bruin                                             |                       |
| 8e speelronde | FC Zwolle                                                                           | 1 – 0 (1 – 0) | Eindhoven                                                               | Opstelling FC Zwolle: |
| 27 september 1997 Aanvangstijd: --:-- uur Plaats: Zwolle Oosterenkstadion Toeschouwers: 3.150 Scheidsrechter: Wout Schaap            | Harry Sinkgraven 45'                                                                |               |                                                                         |                       |
| 9e speelronde | Helmond Sport                                                                       | 2 – 0 (1 – 0) | FC Zwolle                                                               | Opstelling FC Zwolle: |
| 3 oktober 1997 Aanvangstijd: --:-- uur Plaats: Helmond Stadion De Braak Toeschouwers: 1.500 Scheidsrechter: Hennie de Graaf          | Bouarfa Yahiaoui 1' Jurgen Streppel 57'                                             |               |                                                                         |                       |
| 10e speelronde | BV Veendam                                                                          | 2 – 2 (1 – 2) | FC Zwolle                                                               | Opstelling FC Zwolle: |
| 12 oktober 1997 Aanvangstijd: --:-- uur Plaats: Veendam De Langeleegte Toeschouwers: 3.574 Scheidsrechter: Ed Helmstrijd             | Brian Launders 18' Henny Meijer 80'                                                 |               | 22' Arjan Bosschaart 29' (pen) Claus Boekweg                            |                       |
| 11e speelronde | FC Zwolle                                                                           | 1 – 3 (1 – 3) | Cambuur Leeuwarden                                                      | Opstelling FC Zwolle: |
| 17 oktober 1997 Aanvangstijd: --:-- uur Plaats: Zwolle Oosterenkstadion Toeschouwers: 3.750 Scheidsrechter: Peter Oskam              | Jan Bruin 40'                                                                       |               | 5' René van Rijswijk 10' Marinus Dijkhuizen 29' Peter de Roo            |                       |
| 12e speelronde | FC Zwolle                                                                           | 4 – 2 (1 – 2) | SC Heracles '74                                                         | Opstelling FC Zwolle: |
| 24 oktober 1997 Aanvangstijd: --:-- uur Plaats: Zwolle Oosterenkstadion Toeschouwers: 3.650 Scheidsrechter: Dick Jol                 | André van Tuinen 33' André van Tuinen 50' Arjan Bosschaart 54' Arjan Bosschaart 71' |               | 3' Alex Bruns 43' Danny Jörns                                           |                       |
| 13e speelronde | FC Zwolle                                                                           | 0 – 0         | ADO Den Haag                                                            | Opstelling FC Zwolle: |
| 31 oktober 1997 Aanvangstijd: --:-- uur Plaats: Zwolle Oosterenkstadion Toeschouwers: 3.650 Scheidsrechter: Herman van Dijk          |                                                                                     |               |                                                                         |                       |
| 14e speelronde | Haarlem                                                                             | 1 – 0 (1 – 0) | FC Zwolle                                                               | Opstelling FC Zwolle: |
| 8 november 1997 Aanvangstijd: --:-- uur Plaats: Haarlem Haarlemstadion Toeschouwers: 1.686 Scheidsrechter: Wilfred van der Pas       | Junas Naciri 45'                                                                    |               |                                                                         |                       |
| 15e speelronde | FC Zwolle                                                                           | 2 – 0 (1 – 0) | AZ                                                                      | Opstelling FC Zwolle: |
| 14 november 1997 Aanvangstijd: --:-- uur Plaats: Zwolle Oosterenkstadion Toeschouwers: 4.250 Scheidsrechter: Ruud Bossen             | Claus Boekweg (pen) 13' Jan Bruin 74'                                               |               |                                                                         |                       |
| 16e speelronde | Emmen                                                                               | 2 – 2 (1 – 0) | FC Zwolle                                                               | Opstelling FC Zwolle: |
| 22 november 1997 Aanvangstijd: --:-- uur Plaats: Emmen Stadion Meerdijk Toeschouwers: 5.135 Scheidsrechter: Fred Sterk               | Peter Uneken 18' Martin Drent 86'                                                   |               | 70' Claus Boekweg 90' Jan Bruin                                         |                       |
| 17e speelronde | FC Zwolle                                                                           | 4 – 1 (3 – 0) | Go Ahead Eagles                                                         | Opstelling FC Zwolle: |
| 28 november 1997 Aanvangstijd: --:-- uur Plaats: Zwolle Oosterenkstadion Toeschouwers: 5.750 Scheidsrechter: Rien Koopman            | Arne Slot 26' Jan Bruin 29' Harry Sinkgraven 39' Claus Boekweg 77'                  | IJsselderby   | 66' Marcel Muhlack                                                      |                       |
| 18e speelronde | RBC                                                                                 | 0 – 0         | FC Zwolle                                                               | Opstelling FC Zwolle: |
| 6 december 1997 Aanvangstijd: --:-- uur Plaats: Roosendaal Sportpark De Luiten Toeschouwers: 1.000 Scheidsrechter: Eric Braamhaar    |                                                                                     |               |                                                                         |                       |
| 19e speelronde | FC Zwolle                                                                           | 4 – 1 (2 – 1) | FC Den Bosch                                                            | Opstelling FC Zwolle: |
| 12 december 1997 Aanvangstijd: --:-- uur Plaats: Zwolle Oosterenkstadion Toeschouwers: 3.150 Scheidsrechter: Ger Buiting             | Marco Roelofsen 9' Jan Bruin (pen) 31' Arne Slot 72' Jan Bruin 75'                  |               | 34' Anthony Lurling                                                     |                       |
| 20e speelronde | FC Zwolle                                                                           | 1 – 3 (0 – 2) | VVV                                                                     | Opstelling FC Zwolle: |
| 19 december 1997 Aanvangstijd: --:-- uur Plaats: Zwolle Oosterenkstadion Toeschouwers: 2.750 Scheidsrechter: Harrie van Beek         | Gerald van den Belt 64'                                                             |               | 5' Maurice Graef 25' Maurice Graef 56' Maurice Graef                    |                       |
| 21e speelronde | Dordrecht '90                                                                       | 2 – 2 (1 – 1) | FC Zwolle                                                               | Opstelling FC Zwolle: |
| 7 februari 1998 Aanvangstijd: --:-- uur Plaats: Dordrecht Stadion Krommedijk Toeschouwers: 810 Scheidsrechter: Wilfred van der Pas   | Mischa Rook 32' Rick Hoogendorp 52'                                                 |               | 9' Arjan Bosschaart 69' Marco Roelofsen                                 |                       |
| 22e speelronde | FC Zwolle                                                                           | 0 – 1 (0 – 0) | Excelsior                                                               | Opstelling FC Zwolle: |
| 13 februari 1998 Aanvangstijd: --:-- uur Plaats: Zwolle Oosterenkstadion Toeschouwers: 2.700 Scheidsrechter: Ron Karremans           |                                                                                     |               | 79' Ellery Cairo                                                        |                       |
| 23e speelronde | Eindhoven                                                                           | 1 – 0 (1 – 0) | FC Zwolle                                                               | Opstelling FC Zwolle: |
| 28 februari 1998 Aanvangstijd: --:-- uur Plaats: Eindhoven Jan Louwersstadion Toeschouwers: 3.450 Scheidsrechter: Hennie de Graaf    | Juha Jussila 33'                                                                    |               |                                                                         |                       |
| 24e speelronde | FC Zwolle                                                                           | 1 – 0 (0 – 0) | Telstar                                                                 | Opstelling FC Zwolle: |
| 6 maart 1998 Aanvangstijd: --:-- uur Plaats: Zwolle Oosterenkstadion Toeschouwers: 2.450 Scheidsrechter: Eric Braamhaar              | Sami Ristilä 72'                                                                    |               |                                                                         |                       |
| 25e speelronde | TOP Oss                                                                             | 1 – 2 (0 – 1) | FC Zwolle                                                               | Opstelling FC Zwolle: |
| 14 maart 1998 Aanvangstijd: --:-- uur Plaats: Oss TOP Oss stadion Toeschouwers: 2.124 Scheidsrechter: Fred Sterk                     | Marco de Jong 68'                                                                   |               | 45' Marco Roelofsen 76' Danny den Ouden                                 |                       |
| 26e speelronde | FC Zwolle                                                                           | 0 – 0         | Helmond Sport                                                           | Opstelling FC Zwolle: |
| 20 maart 1998 Aanvangstijd: --:-- uur Plaats: Zwolle Oosterenkstadion Toeschouwers: 2.750 Scheidsrechter: Coen Droste                |                                                                                     |               |                                                                         |                       |
| 27e speelronde | Cambuur Leeuwarden                                                                  | 2 – 1 (1 – 0) | FC Zwolle                                                               | Opstelling FC Zwolle: |
| 24 maart 1998 Aanvangstijd: --:-- uur Plaats: Leeuwarden Cambuurstadion Toeschouwers: 5.250 Scheidsrechter: Ger Buiting              | Geert Jelle de Vries 45' Harry van der Laan 58'                                     |               | 51' Gerald van den Belt                                                 |                       |
| 28e speelronde | FC Zwolle                                                                           | 1 – 3 (0 – 1) | BV Veendam                                                              | Opstelling FC Zwolle: |
| 27 maart 1998 Aanvangstijd: --:-- uur Plaats: Zwolle Oosterenkstadion Toeschouwers: 3.250 Scheidsrechter: Eugène Westerink           | Gerald van den Belt 62'                                                             |               | 35' Michiel Adams 60' Edwin de Kruyff 71' Henny Meijer                  |                       |
| 29e speelronde | SC Heracles '74                                                                     | 1 – 4 (0 – 3) | FC Zwolle                                                               | Opstelling FC Zwolle: |
| 4 april 1998 Aanvangstijd: --:-- uur Plaats: Almelo Bornsestraat Toeschouwers: 2.149 Scheidsrechter: Herman van Dijk                 | Bob Mulder 62'                                                                      |               | 13' Arne Slot 32' Gerald van den Belt 42' Sami Ristilä 61' Sami Ristilä |                       |
| 30e speelronde | ADO Den Haag                                                                        | 1 – 1 (0 – 1) | FC Zwolle                                                               | Opstelling FC Zwolle: |
| 11 april 1998 Aanvangstijd: --:-- uur Plaats: Den Haag Zuiderparkstadion Toeschouwers: 3.101 Scheidsrechter: Dick van Egmond         | Riccardo van der Heijden 63'                                                        |               | 34' (pen) Claus Boekweg                                                 |                       |
| 31e speelronde | FC Zwolle                                                                           | 3 – 1 (1 – 0) | Haarlem                                                                 | Opstelling FC Zwolle: |
| 17 april 1998 Aanvangstijd: --:-- uur Plaats: Zwolle Oosterenkstadion Toeschouwers: 3.150 Scheidsrechter: Richard Slot               | Arjan Bosschaart 22' Arne Slot 63' Gerald van den Belt 77'                          |               | 51' Stanley Strobbe                                                     |                       |
| 32e speelronde | Go Ahead Eagles                                                                     | 3 – 3 (0 – 2) | FC Zwolle                                                               | Opstelling FC Zwolle: |
| 25 april 1998 Aanvangstijd: --:-- uur Plaats: Deventer De Adelaarshorst Toeschouwers: 4.700 Scheidsrechter: Eric Braamhaar           | Jochem de Weerdt 54' Jochem de Weerdt 64' Jan Michels 88'                           | IJsselderby   | 8' Jan Bruin 21' André van Tuinen 83' Arjan Bosschaart                  |                       |
| 33e speelronde | FC Zwolle                                                                           | 3 – 0 (1 – 0) | Emmen                                                                   | Opstelling FC Zwolle: |
| 2 mei 1998 Aanvangstijd: --:-- uur Plaats: Zwolle Oosterenkstadion Toeschouwers: 3.650 Scheidsrechter: Peter Oskam                   | Albert van der Haar 2' Sieme Zijm 77' Sieme Zijm 82'                                |               |                                                                         |                       |
| 34e speelronde | AZ                                                                                  | 1 – 1 (0 – 1) | FC Zwolle                                                               | Opstelling FC Zwolle: |
| 9 mei 1998 Aanvangstijd: --:-- uur Plaats: Alkmaar Alkmaarderhout Toeschouwers: 5.000 Scheidsrechter: Pieter Vink                    | Barry van Galen 84'                                                                 |               | 15' Jan Bruin                                                           |                       |

### Nacompetitie
| 1e speelronde | FC Zwolle | 1 – 1 (1 – 1) | FC Groningen                                         | Opstelling FC Zwolle: |
| 16 mei 1998 Aanvangstijd: --:-- uur Plaats: Zwolle Oosterenkstadion Toeschouwers: 5.500 Scheidsrechter: Fred Sterk                 | Gerald van den Belt 45'                                                                                       |               | 30' Harris Huizingh                                  |                       |
| 2e speelronde | Cambuur Leeuwarden                                                                                            | 5 – 2 (2 – 1) | FC Zwolle                                            | Opstelling FC Zwolle: |
| 19 mei 1998 Aanvangstijd: --:-- uur Plaats: Leeuwarden Cambuurstadion Toeschouwers: 6.500 Scheidsrechter: Jack van Hulten          | Marinus Dijkhuizen 7' Peter de Roo 45' Sandor van der Heide 68' Marinus Dijkhuizen 71' Marinus Dijkhuizen 83' |               | 2' Jan Bruin 70' André van Tuinen                    |                       |
| 3e speelronde | FC Den Bosch                                                                                                  | 0 – 0         | FC Zwolle                                            | Opstelling FC Zwolle: |
| 23 mei 1998 Aanvangstijd: --:-- uur Plaats: 's-Hertogenbosch Stadion De Vliert Toeschouwers: 3.016 Scheidsrechter: Dick van Egmond | |               |                                                      |                       |
| 4e speelronde | FC Zwolle | 1 – 0 (1 – 0) | FC Den Bosch                                         | Opstelling FC Zwolle: |
| 27 mei 1998 Aanvangstijd: --:-- uur Plaats: Zwolle Oosterenkstadion Toeschouwers: 3.450 Scheidsrechter: Jan Wegereef               | Gerald van den Belt 43'                                                                                       |               |                                                      |                       |
| 5e speelronde | FC Groningen                                                                                                  | 1 – 3 (1 – 2) | FC Zwolle                                            | Opstelling FC Zwolle: |
| 30 mei 1998 Aanvangstijd: --:-- uur Plaats: Groningen Stadion Oosterpark Toeschouwers: 3.000 Scheidsrechter: Harrie van Beek       | Toine Rorije 39'                                                                                              |               | 13' André van Tuinen 31' Sieme Zijm 67' Sami Ristilä |                       |
| 6e speelronde | FC Zwolle | 1 – 2 (1 – 1) | Cambuur Leeuwarden                                   | Opstelling FC Zwolle: |
| 2 juni 1998 Aanvangstijd: --:-- uur Plaats: Zwolle Oosterenkstadion Toeschouwers: 4.350 Scheidsrechter: Hans Reygwart              | Sieme Zijm 10'                                                                                                |               | 5' René van Rijswijk 56' Leonard van Utrecht         |                       |

### KNVB beker
| Groepsfase | AZ | 6 – 0 (4 – 0) | FC Zwolle                                                         | Opstelling FC Zwolle: |
| 12 augustus 1997 Aanvangstijd: --:-- uur Plaats: Alkmaar Alkmaarderhout Toeschouwers: 2.250 Scheidsrechter: Pieter Vink        | Michel Langerak 17' Max Huiberts 27' Michel Langerak 35' Robert van der Weert 45' Robert van der Weert 54' Michel Doesburg 71' |               |                                                                   |                       |
| Groepsfase | FC Zwolle | 3 – 3 (0 – 2) | Haarlem                                                           | Opstelling FC Zwolle: |
| 16 augustus 1997 Aanvangstijd: --:-- uur Plaats: Zwolle Oosterenkstadion Toeschouwers: 1.200 Scheidsrechter: n.n.b.            | Jan Bruin 52' Martin Reijnders 62' Jan Bruin 90'                                                                               |               | 2' Carlos Hasselbaink 39' Raymond Graanoogst 85' Kenneth Goudmijn |                       |
| Groepsfase | FC Zwolle | 5 – 2 (2 – 0) | Hollandia                                                         | Opstelling FC Zwolle: |
| 2 september 1997 Aanvangstijd: --:-- uur Plaats: Zwolle Oosterenkstadion Toeschouwers: 550 Scheidsrechter: Eric Braamhaar      | Jan Bruin 6' Claus Boekweg (pen) 26' Marco Roelofsen 70' Jan Bruin 73' Claus Boekweg (pen) 90'                                 |               | 50' Glenn Zeelig 85' Mo Zaoudi                                    |                       |
| Groepsfase | AFC '34 | 2 – 2 (2 – 1) | FC Zwolle                                                         | Opstelling FC Zwolle: |
| 7 september 1997 Aanvangstijd: --:-- uur Plaats: Alkmaar Gemeentelijk Sportpark Toeschouwers: 550 Scheidsrechter: Adriaan Inia | John Oosterink 2' John Klaver 30'                                                                                              |               | 40' Sami Ristilä 51' Gerald van den Belt                          |                       |

## Selectie en technische staf

### Selectie 1997/98
| Nr.           | Nat.                | Naam                 | Competitie | Competitie | Beker      | Beker      | Nacompetitie | Nacompetitie | Totaal     | Totaal     | Seizoen    | Vorige club         | Debuut     |            |
| Nr.           | Nat.                | Naam                 | W          |            | W          |            | W            |              | W          |            | Seizoen    | Vorige club         | Debuut     |            |
| Doelmannen    | Doelmannen          | Doelmannen           | Doelmannen | Doelmannen | Doelmannen | Doelmannen | Doelmannen   | Doelmannen   | Doelmannen | Doelmannen | Doelmannen | Doelmannen          | Doelmannen | Doelmannen |
| ------------- | ------------------- | -------------------- | ---------- | ---------- | ---------- | ---------- | ------------ | ------------ | ---------- | ---------- | ---------- | ------------------- | ---------- | ---------- |
| -             | Vlag van Nederland  | Werner Kooistra      | 2          | 0          | 0          | 0          | 0            | 0            | 2          | 0          | 1e         | South China AA      | -          |            |
| -             | Vlag van Nederland  | Henk Timmer          | 32         | 0          | 0          | 0          | 0            | 0            | 32         | 0          | 9e         | Jeugd               | -          |            |
| Verdedigers   |                     |                      |            |            |            |            |              |              |            |            |            |                     |            |            |
| -             | Vlag van Nederland  | Claus Boekweg        | 32         | 6          | 0          | 2          | 0            | 0            | 32         | 8          | 3e         | FC Groningen        | -          |            |
| -             | Vlag van Nederland  | Albert van der Haar  | 30         | 1          | 0          | 0          | 0            | 0            | 30         | 1          | 4e         | Jeugd               | -          |            |
| -             | Vlag van Finland    | Jussi Nuorela        | 23         | 1          | 0          | 0          | 0            | 0            | 23         | 1          | 1e         | FC Haka Valkeakoski | -          |            |
| -             | Vlag van Nederland  | Danny den Ouden      | 20         | 1          | 0          | 0          | 0            | 0            | 20         | 1          | 1e         | MVV                 | -          |            |
| -             | Vlag van Nederland  | André van Tuinen     | 20         | 3          | 0          | 0          | 0            | 2            | 20         | 5          | 2e         | sc Heerenveen       | -          |            |
| -             | Vlag van Nederland  | Robert Wijnands      | 20         | 0          | 0          | 0          | 0            | 0            | 20         | 0          | 2e         | FC Utrecht          | -          |            |
| Middenvelders |                     |                      |            |            |            |            |              |              |            |            |            |                     |            |            |
| -             | Vlag van Nederland  | Gerald van den Belt  | 25         | 7          | 0          | 1          | 0            | 2            | 25         | 10         | 3e         | Jeugd               | -          |            |
| -             | Vlag van Nederland  | Marcel Boudesteyn    | 8          | 0          | 0          | 0          | 0            | 0            | 8          | 0          | 2e         | FC Groningen        | -          |            |
| -             | Vlag van Denemarken | David Rasmussen      | 8          | 0          | 0          | 0          | 0            | 0            | 8          | 0          | 1e         | Boldklubben 1893    | -          |            |
| -             | Vlag van Nederland  | Marco Roelofsen      | 32         | 3          | 0          | 1          | 0            | 0            | 32         | 4          | 3e         | sc Heerenveen       | -          |            |
| -             | Vlag van Nederland  | Harry Sinkgraven     | 30         | 2          | 0          | 0          | 0            | 0            | 30         | 2          | 5e         | SC Cambuur          | -          |            |
| -             | Vlag van Nederland  | Arne Slot            | 25         | 4          | 3          | 0          | 5            | 0            | 33         | 4          | 3e         | Jeugd               | -          |            |
| -             | Vlag van Nederland  | Xander van der Veeke | 10         | 0          | 0          | 0          | 0            | 0            | 10         | 0          | 1e         | Onbekend            | -          |            |
| -             | Vlag van Nederland  | Jan Wicher Vellinga  | 1          | 0          | 0          | 0          | 0            | 0            | 1          | 0          | 3e         | Jeugd               | -          |            |
| Aanvallers    |                     |                      |            |            |            |            |              |              |            |            |            |                     |            |            |
| -             | Vlag van Nederland  | Arjan Bosschaart     | 32         | 6          | 0          | 0          | 0            | 0            | 32         | 6          | 2e         | Jeugd               | -          |            |
| -             | Vlag van Nederland  | Jan Bruin            | 34         | 18         | 0          | 4          | 0            | 1            | 34         | 23         | 3e         | SC Cambuur          | -          |            |
| -             | Vlag van Nederland  | Martin Reijnders     | 13         | 0          | 0          | 1          | 0            | 0            | 13         | 1          | 9e         | Jeugd               | -          |            |
| -             | Vlag van Finland    | Sami Ristilä         | 28         | 4          | 0          | 1          | 0            | 1            | 28         | 6          | 2e         | FC Haka Valkeakoski | -          |            |
| -             | Vlag van Nederland  | Sieme Zijm           | 12         | 2          | 0          | 0          | 0            | 2            | 12         | 4          | 1e         | AZ                  | -          |            |
| Nr.           | Nat.                | Naam                 | W          |            | W          |            | W            |              | W          |            | Seizoen    | Vorige club         | Debuut     |            |
| Nr.           | Nat.                | Naam                 | Competitie | Competitie | Beker      | Beker      | Nacompetitie | Nacompetitie | Totaal     | Totaal     | Seizoen    | Vorige club         | Debuut     |            |

### Technische staf
| Naam       | Functie      |
| ---------- | ------------ |
| Jan Everse | Hoofdtrainer |

## Statistieken FC Zwolle 1997/1998

### Eindstand FC Zwolle in de Nederlandse Eerste divisie 1997 / 1998
| Stand | Gespeeld | Gewonnen | Gelijk | Verloren | Punten | Doelpunten voor | Doelpunten tegen | Gele kaarten | Rode kaarten |
| ----- | -------- | -------- | ------ | -------- | ------ | --------------- | ---------------- | ------------ | ------------ |
| 6e    | 34       | 14       | 12     | 8        | 54     | 58              | 42               | –            | –            |

### Topscorers
| #      | Naam                | Goal |
| ------ | ------------------- | ---- |
| 1.     | Jan Bruin           | 18   |
| 2.     | Gerald van den Belt | 7    |
| 3.     | Claus Boekweg       | 6    |
| 3.     | Arjan Bosschaart    | 6    |
| 5.     | Sami Ristilä        | 4    |
| 5.     | Arne Slot           | 4    |
| 7.     | Marco Roelofsen     | 3    |
| 7.     | André van Tuinen    | 3    |
| 9.     | Harry Sinkgraven    | 2    |
| 9.     | Sieme Zijm          | 2    |
| 11.    | Albert van der Haar | 1    |
| 11.    | Jussi Nuorela       | 1    |
| 11.    | Danny den Ouden     | 1    |
| Totaal | Totaal              | 58   |

| #      | Naam                | Goal |
| ------ | ------------------- | ---- |
| 1.     | Jan Bruin           | 4    |
| 2.     | Claus Boekweg       | 2    |
| 3.     | Gerald van den Belt | 1    |
| 3.     | Martin Reijnders    | 1    |
| 3.     | Sami Ristilä        | 1    |
| 3.     | Marco Roelofsen     | 1    |
| Totaal | Totaal              | 10   |

### Kaarten
| #      | Naam        |   |
| ------ | ----------- | - |
| 1.     | Naam speler | - |
| Totaal | Totaal      | - |

| #      | Naam        |   |
| ------ | ----------- | - |
| 1.     | Naam speler | - |
| Totaal | Totaal      | - |

| #      | Naam        |   |
| ------ | ----------- | - |
| 1.     | Naam speler | - |
| Totaal | Totaal      | - |

### Punten per speelronde
| Speelronde | 1 | 2 | 3 | 4 | 5 | 6 | 7 | 8 | 9 | 10 | 11 | 12 | 13 | 14 | 15 | 16 | 17 | 18 | 19 | 20 | 21 | 22 | 23 | 24 | 25 | 26 | 27 | 28 | 29 | 30 | 31 | 32 | 33 | 34 |
| ---------- | - | - | - | - | - | - | - | - | - | -- | -- | -- | -- | -- | -- | -- | -- | -- | -- | -- | -- | -- | -- | -- | -- | -- | -- | -- | -- | -- | -- | -- | -- | -- |
| Punten     | 3 | 3 | 1 | 3 | 1 | 1 | 3 | 3 | 0 | 1  | 0  | 3  | 1  | 0  | 3  | 1  | 3  | 1  | 3  | 0  | 1  | 0  | 0  | 3  | 3  | 1  | 0  | 0  | 3  | 1  | 3  | 1  | 3  | 1  |

### Punten na speelronde
| Speelronde | 1 | 2 | 3 | 4  | 5  | 6  | 7  | 8  | 9  | 10 | 11 | 12 | 13 | 14 | 15 | 16 | 17 | 18 | 19 | 20 | 21 | 22 | 23 | 24 | 25 | 26 | 27 | 28 | 29 | 30 | 31 | 32 | 33 | 34 |
| ---------- | - | - | - | -- | -- | -- | -- | -- | -- | -- | -- | -- | -- | -- | -- | -- | -- | -- | -- | -- | -- | -- | -- | -- | -- | -- | -- | -- | -- | -- | -- | -- | -- | -- |
| Punten     | 3 | 6 | 7 | 10 | 11 | 12 | 15 | 18 | 18 | 19 | 19 | 22 | 23 | 23 | 26 | 27 | 30 | 31 | 34 | 34 | 35 | 35 | 35 | 38 | 41 | 42 | 42 | 42 | 45 | 46 | 49 | 50 | 53 | 54 |

### Stand na speelronde
| Speelronde | 1  | 2  | 3  | 4  | 5  | 6  | 7  | 8  | 9  | 10 | 11 | 12 | 13 | 14 | 15 | 16 | 17 | 18 | 19 | 20 | 21 | 22 | 23 | 24 | 25 | 26 | 27 | 28 | 29 | 30 | 31 | 32 | 33 | 34 |
| ---------- | -- | -- | -- | -- | -- | -- | -- | -- | -- | -- | -- | -- | -- | -- | -- | -- | -- | -- | -- | -- | -- | -- | -- | -- | -- | -- | -- | -- | -- | -- | -- | -- | -- | -- |
| Stand      | 2e | 3e | 3e | 3e | 2e | 2e | 2e | 2e | 2e | 3e | 5e | 3e | 3e | 5e | 3e | 4e | 4e | 5e | 3e | 4e | 4e | 8e | 6e | 8e | 6e | 6e | 8e | 9e | 7e | 8e | 7e | 7e | 6e | 6e |

### Doelpunten per speelronde
| Speelronde | 1 | 2 | 3 | 4 | 5 | 6 | 7 | 8 | 9 | 10 | 11 | 12 | 13 | 14 | 15 | 16 | 17 | 18 | 19 | 20 | 21 | 22 | 23 | 24 | 25 | 26 | 27 | 28 | 29 | 30 | 31 | 32 | 33 | 34 | Totaal |
| ---------- | - | - | - | - | - | - | - | - | - | -- | -- | -- | -- | -- | -- | -- | -- | -- | -- | -- | -- | -- | -- | -- | -- | -- | -- | -- | -- | -- | -- | -- | -- | -- | ------ |
| Doelpunten | 3 | 2 | 1 | 3 | 1 | 3 | 2 | 1 | 0 | 1  | 2  | 4  | 0  | 0  | 2  | 2  | 4  | 0  | 4  | 1  | 2  | 0  | 0  | 1  | 2  | 0  | 1  | 1  | 4  | 1  | 3  | 3  | 3  | 1  | 58     |